# Sander Mørk
Sander Risan Mørk (Tønsberg, 6 dicembre 2000) è un calciatore norvegese, centrocampista del Sandefjord.

## Carriera

### Club
Mørk è cresciuto nelle giovanili del Flint, compagine per cui ha poi avuto modo di esordire in prima squadra, in 4. divisjon. È stato poi tesserato dal Sandefjord, per cui ha debuttato in Eliteserien in data 24 novembre 2018, quando ha sostituito Rufo nella sconfitta interna per 1-3 subita contro il Molde.
Il 31 agosto 2019 è stato ceduto al Fram Larvik con la formula del prestito. Ha esordito con la nuova maglia, in 2. divisjon, in data 1º settembre: ha sostituito Ole Breistøl nella vittoria per 0-2 sul campo dell'Asker. Il 15 settembre seguente ha realizzato il primo gol, con cui ha contribuito alla vittoria per 0-2 in casa del Sotra.
Al termine del prestito, ha fatto ritorno al Sandefjord. Il 21 luglio 2021 ha segnato la prima rete in Eliteserien, in occasione del pareggio casalingo per 1-1 arrivato contro l'Haugesund. Il 26 ottobre 2023 ha prolungato il contratto che lo legava al club fino al 31 dicembre 2025.

## Statistiche

### Presenze e reti nei club
Statistiche aggiornate al 6 aprile 2025.
| Stagione          | Club              | Campionato        | Campionato | Campionato | Coppe nazionali | Coppe nazionali | Coppe nazionali | Coppe continentali | Coppe continentali | Coppe continentali | Supercoppe | Supercoppe | Supercoppe | Totale | Totale |
| Stagione          | Club              | Comp              | Pres       | Reti       | Comp            | Pres            | Reti            | Comp               | Pres               | Reti               | Comp       | Pres       | Reti       | Pres   | Reti   |
| ----------------- | ----------------- | ----------------- | ---------- | ---------- | --------------- | --------------- | --------------- | ------------------ | ------------------ | ------------------ | ---------- | ---------- | ---------- | ------ | ------ |
| 2016              | Flint             | 4D                | ?          | ?          | CN              | 0               | 0               | -                  | -                  | -                  | -          | -          | -          | ?      | ?      |
| 2018              | Sandefjord        | ES                | 1          | 0          | CN              | 0               | 0               | -                  | -                  | -                  | -          | -          | -          | 1      | 0      |
| gen.-ago. 2019    | Sandefjord        | 1D                | 0          | 0          | CN              | 1               | 0               | -                  | -                  | -                  | -          | -          | -          | 1      | 0      |
| ago.-dic. 2019    | Fram Larvik       | 2D                | 7          | 2          | CN              | -               | -               | -                  | -                  | -                  | -          | -          | -          | 7      | 2      |
| 2020              | Sandefjord        | ES                | 12         | 0          | -               | -               | -               | -                  | -                  | -                  | -          | -          | -          | 12     | 0      |
| 2021              | Sandefjord        | ES                | 22         | 2          | CN              | 2               | 1               | -                  | -                  | -                  | -          | -          | -          | 24     | 3      |
| 2022              | Sandefjord        | ES                | 5          | 0          | CN              | 1               | 0               | -                  | -                  | -                  | -          | -          | -          | 6      | 0      |
| 2023              | Sandefjord        | ES                | 22         | 0          | CN              | 1               | 0               | -                  | -                  | -                  | -          | -          | -          | 23     | 0      |
| 2024              | Sandefjord        | ES                | 27         | 1          | CN              | 1               | 0               | -                  | -                  | -                  | -          | -          | -          | 28     | 1      |
| 2025              | Sandefjord        | ES                | 2          | 0          | CN              | 0               | 0               | -                  | -                  | -                  | -          | -          | -          | 2      | 0      |
| Totale Sandefjord | Totale Sandefjord | Totale Sandefjord | 91         | 3          |                 | 6               | 1               |                    | -                  | -                  |            | -          | -          | 97     | 4      |
| Totale            | Totale            | Totale            | 98+        | 5+         |                 | 6+              | 1+              |                    | -                  | -                  |            | -          | -          | 104+   | 6+     |